# Klara östra kyrkogata

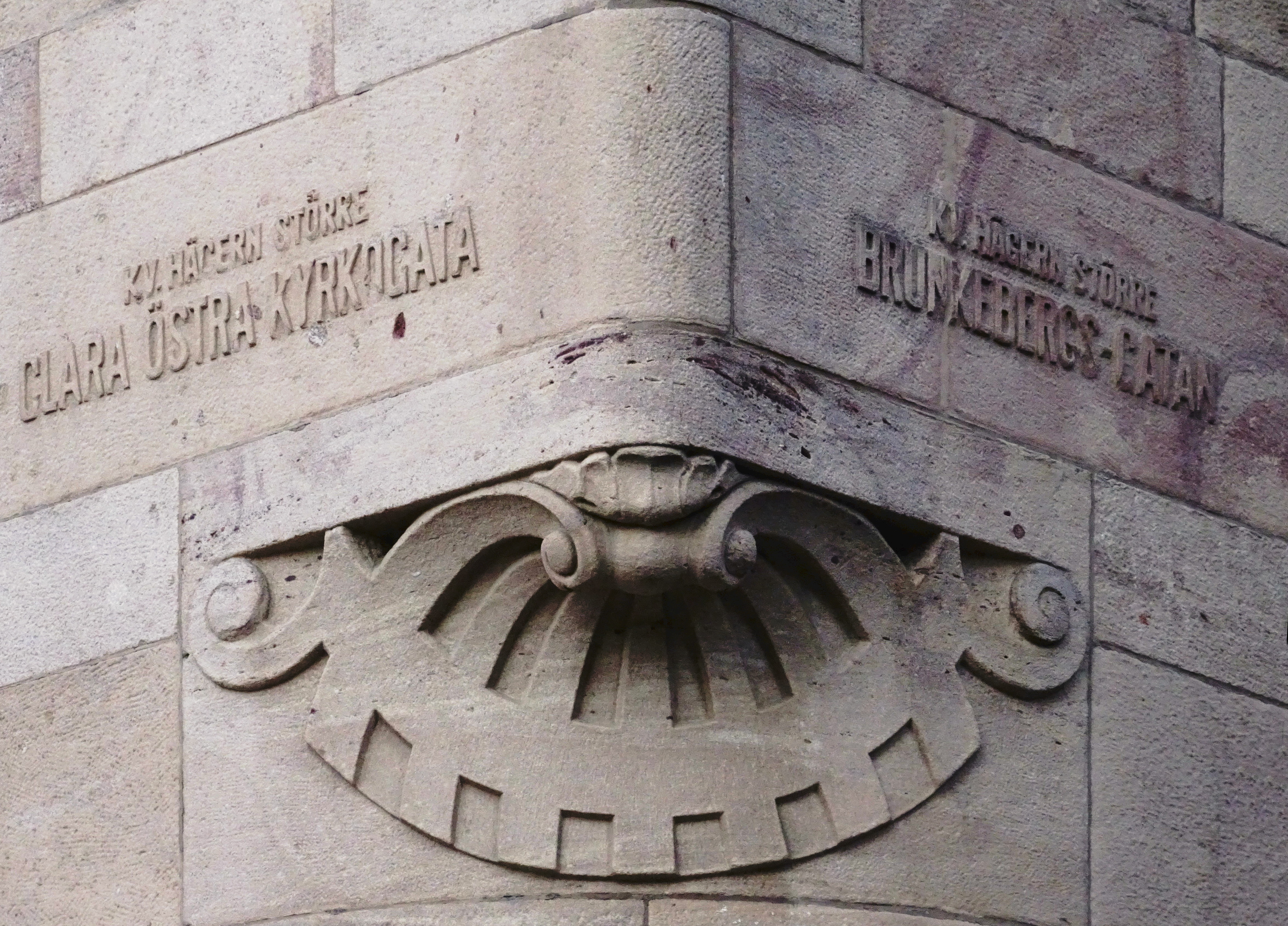
Gatuskylt på Klara församlingshus, Klara östra kyrkogata / Brunkebergsgatan.

Klara östra kyrkogata är en gata på Norrmalm i Stockholm. Gatan sträcker sig som återvändsgränd öster om Klara kyrka från Vattugatan norrut mot Klarabergsgatan.

## Historik

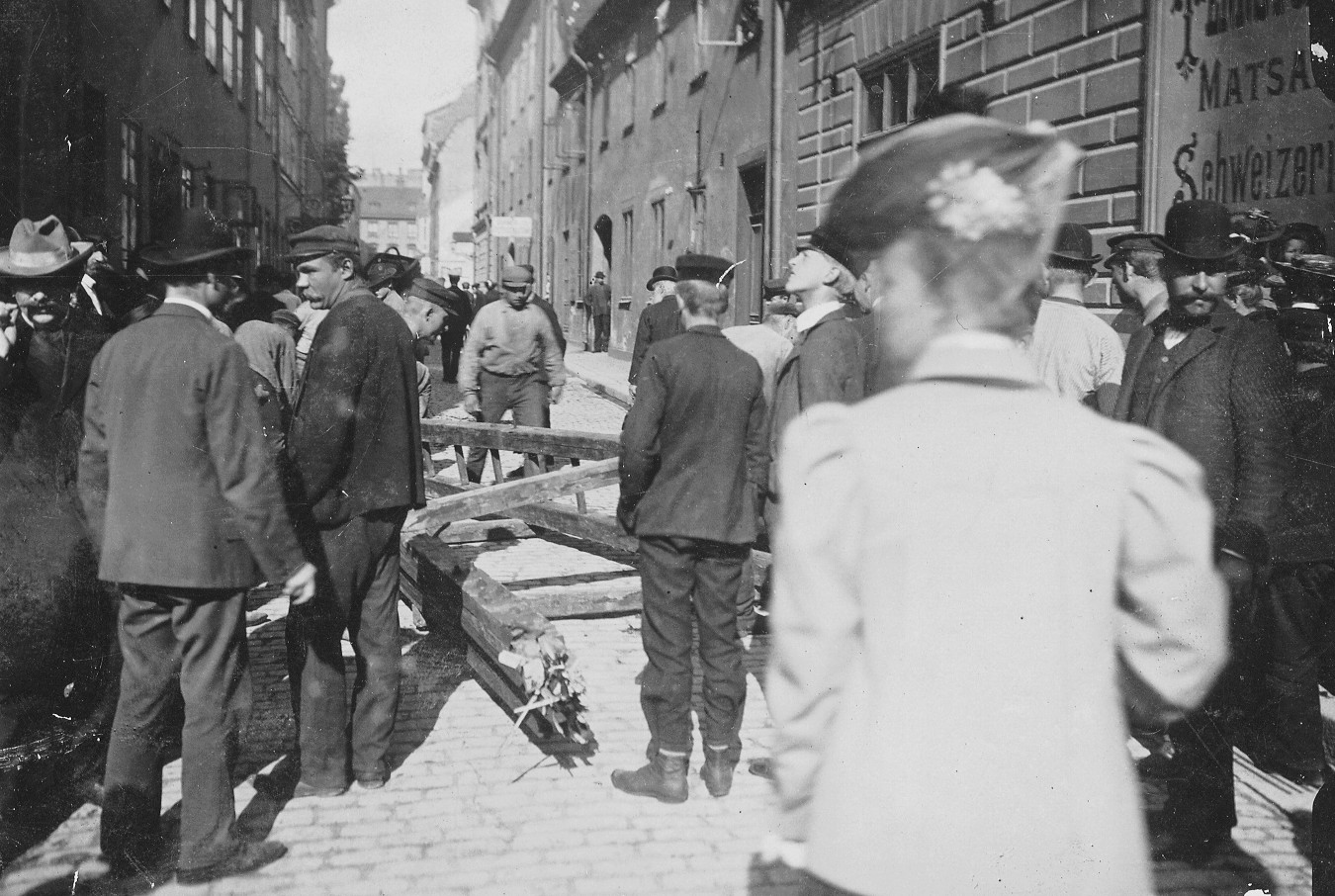
Klara östra kyrkogata norrut från Vattugatan kring sekelskiftet 1900.

Namnet härrör från Klara kyrka som även namngav Klara norra kyrkogata, Klara södra kyrkogata och Klara västra kyrkogata. Gatan har haft många namn med anknytning till Klara kyrka. Äldsta kända namnform är S:tæ Claræ kyrkios store gatu som omtalas i ett fastebrev år 1637. År 1664 förekommer S:æ Claræ store kyckiegatun och 1647 heter den endast Kyrkogatan. Under 1600-talets slut och 1700-talets mitt används även Östra Kyrkogatan. Den nuvarande namnformen är belagd sedan 1806 med Claræ Östra Kyrko Gata.

## Äldre bebyggelse
Större delen av gatan begränsas mot väster av Klara kyrkas kyrkogård. Vid gatans östra sida märks Klara församlingshus från 1909, ritat av arkitekten Georg Ringström och Svenska Läkaresällskapets hus från 1906, ritat av arkitekt Carl Westman. Båda byggnader är blåmärkta av Stadsmuseet i Stockholm vilket innebär att den utgör "synnerligen höga kulturhistoriska värden".

## Gatan i förändring
Gatans södra del räknades till Stockholms  tidningskvarter där bland annat Stockholms-Tidningen och Aftonbladet hade sitt tryckeri och sina redaktioner, huset revs i början av 1990-talet och ersattes med ett gigantiskt kontorskomplex ritat av Tengbom arkitekter (se kvarteret Svalan). Mot norr och Klarabergsgatan uppstod ny bebyggelse i samband med Norrmalmsregleringen (se kvarteret Orgelpipan). På fastigheten Hägern Större 14 uppfördes ett större kontors- och affärshuskomplex med bland annat Länssparbankens hus och på fastigheten Hägern mindre 7 tillkom 1971 Sparbankernas hus.

## Bilder

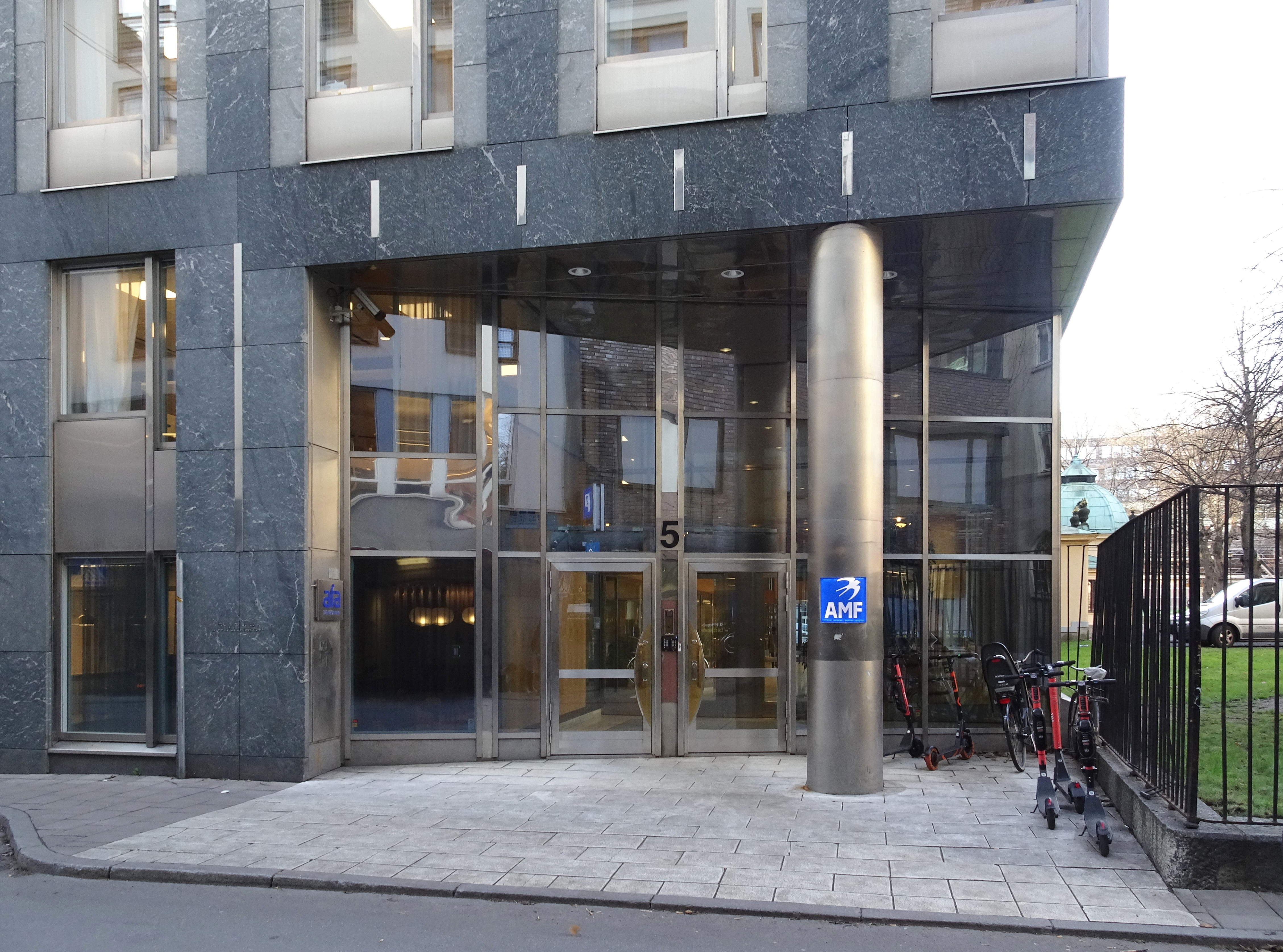
Klara östra kyrkogata 5 (Svalan 9).
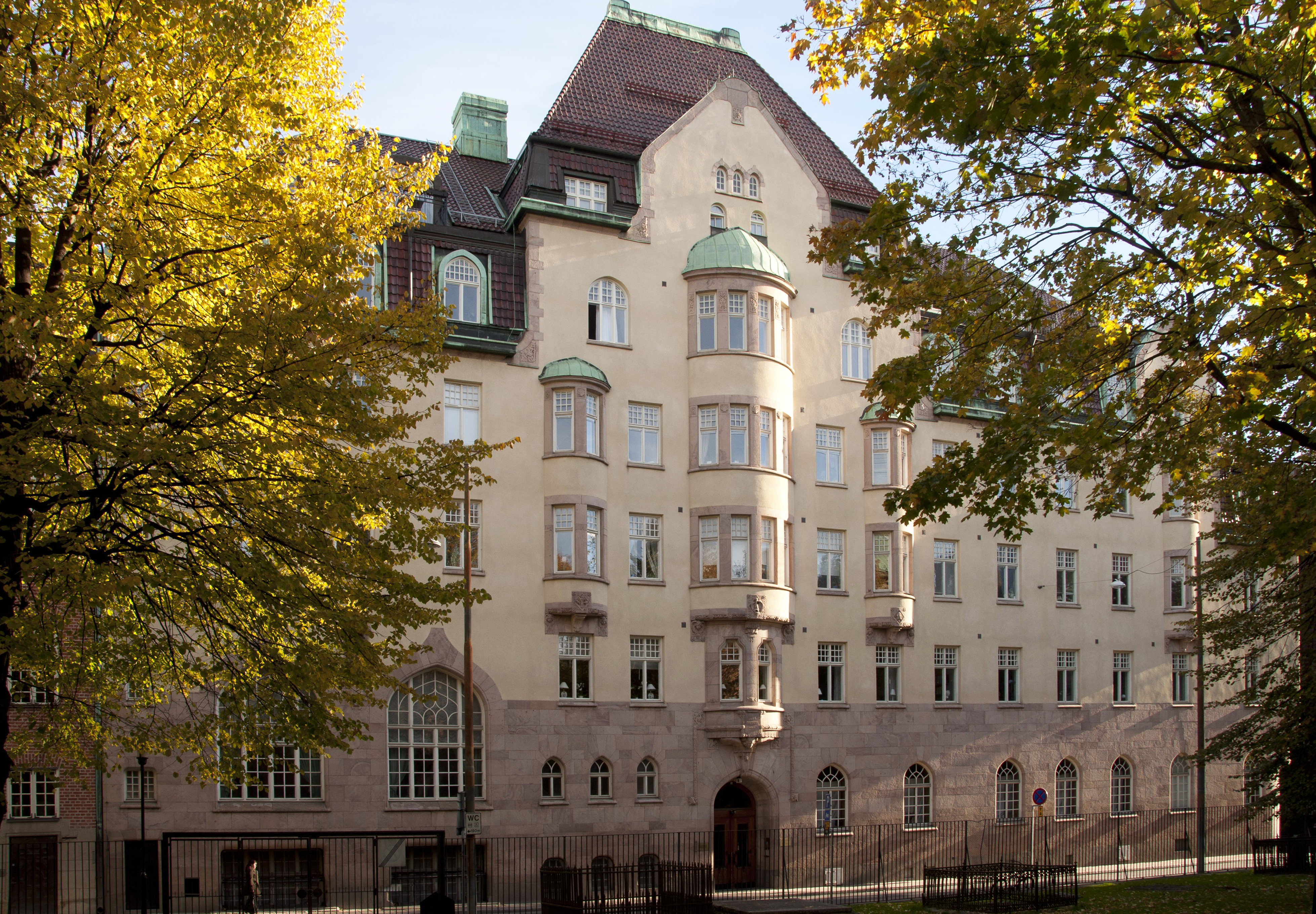
Klara församlingshus, Klara östra kyrkogata 8
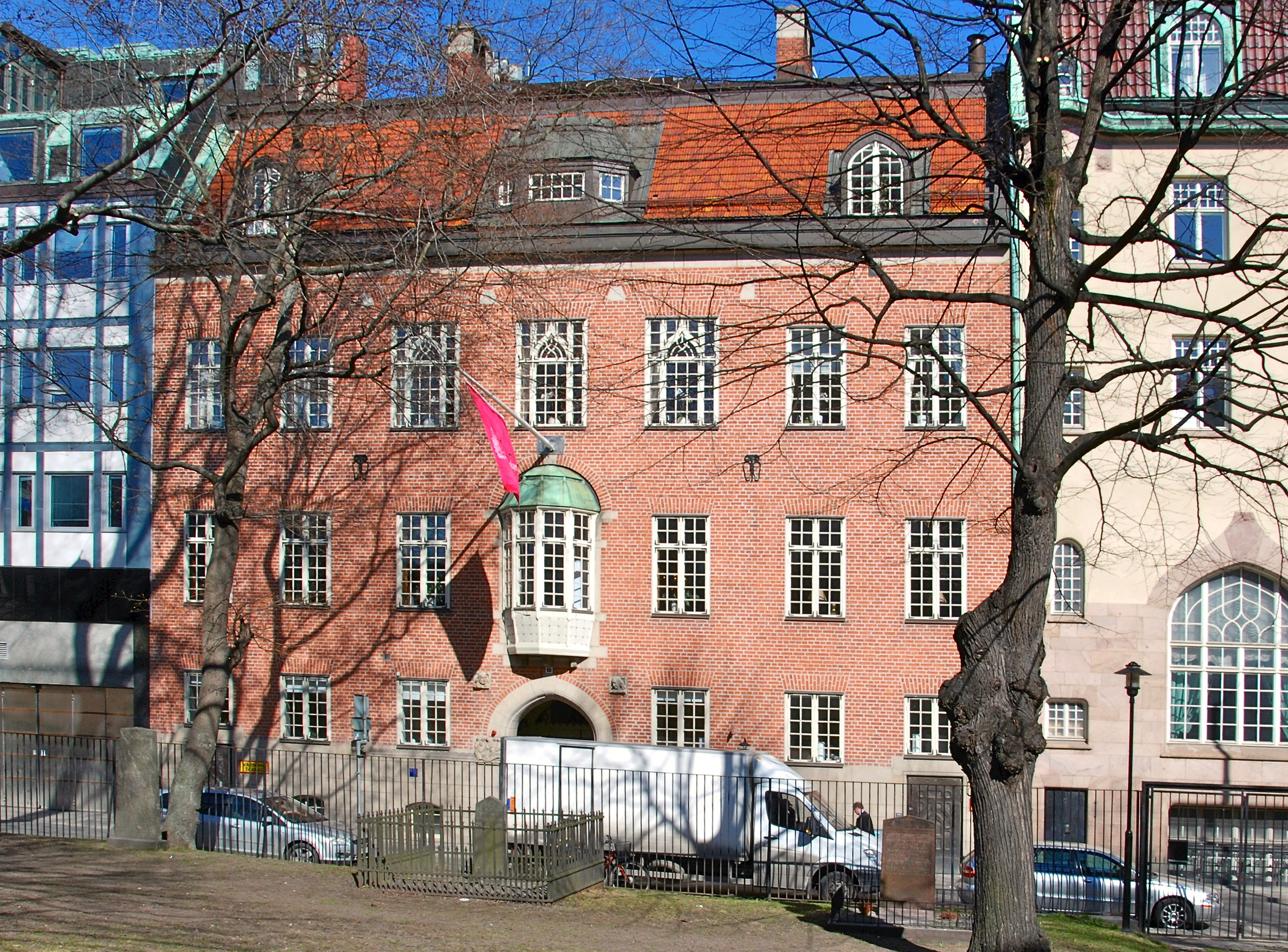
Svenska Läkaresällskapets hus, Klara östra kyrkogata 10.
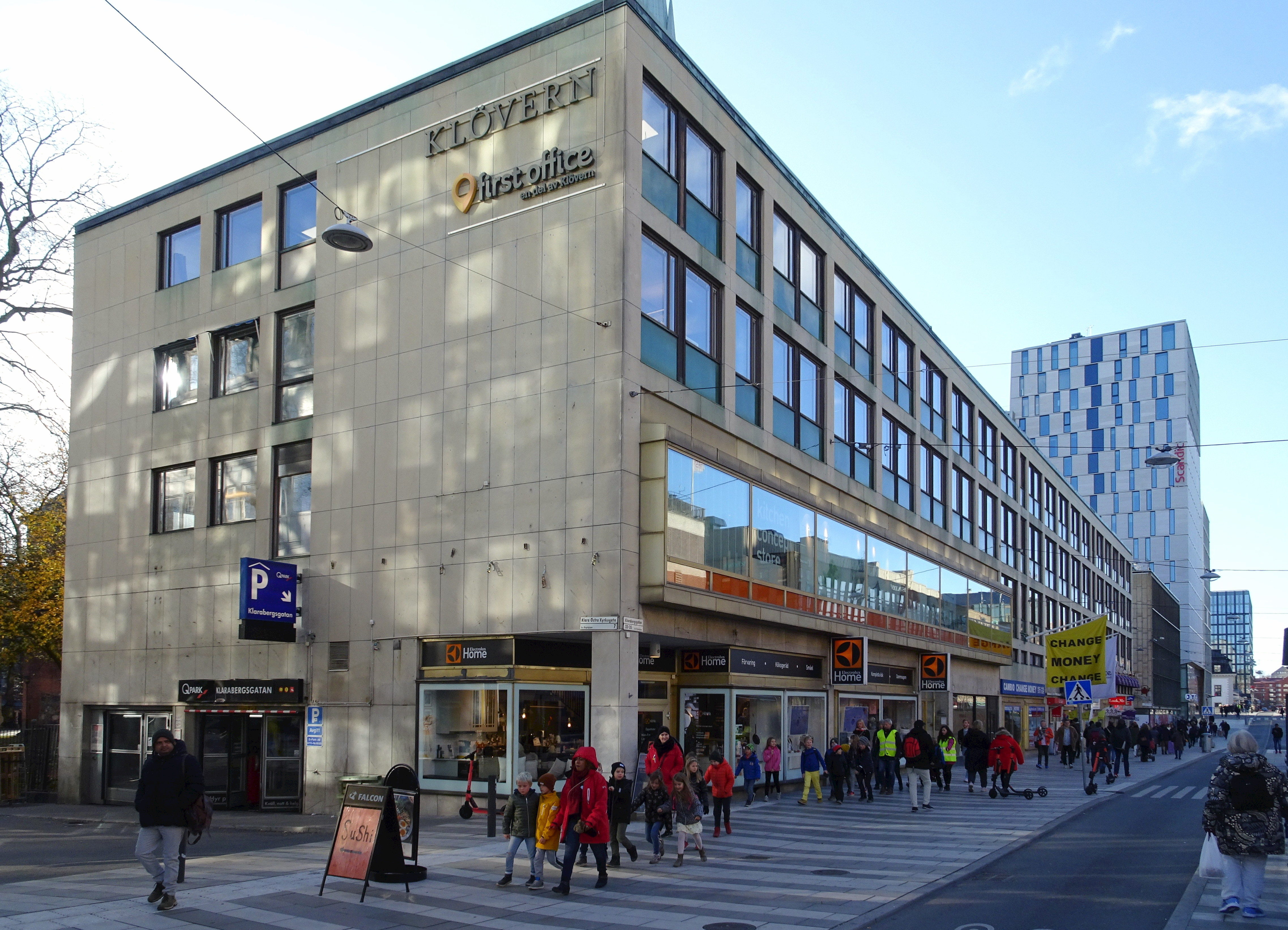
Klara östra kyrkogata 7 (Orgelpipan 4).